# Llista de topònims de Sant Martí de Llémena
Llista de topònims (noms propis de lloc) del municipi de Sant Martí de Llémena, al Gironès
Informació actualitzada per un bot. Els canvis manuals es perdran quan s'actualitzi!

## cova
| imatge | Nom                 | Ubicat a              | instància de | Detalls | coordenades                                                         | Protecció | Commons (més fotos) | Dades a WD                    |
| ------ | ------------------- | --------------------- | ------------ | ------- | ------------------------------------------------------------------- | --------- | ------------------- | ----------------------------- |
|        | Boratuna            | Sant Martí de Llémena | cova         |         | 42° 01′ 30″ N, 2° 42′ 53″ E / 42.025015070908°N,2.71467126838534°E  |           |                     | Modifica les dades a Wikidata |
|        | coves de Sant Martí | Sant Martí de Llémena | cova         |         | 42° 02′ 29″ N, 2° 39′ 41″ E / 42.0414067561965°N,2.66151933731548°E |           |                     | Modifica les dades a Wikidata |

## entitat singular de població
| imatge | Nom                     | Ubicat a              | instància de                                                                   | Detalls | coordenades                                                       | Protecció | Commons (més fotos)     | Dades a WD                    |
| ------ | ----------------------- | --------------------- | ------------------------------------------------------------------------------ | ------- | ----------------------------------------------------------------- | --------- | ----------------------- | ----------------------------- |
|        | Granollers de Rocacorba | Sant Martí de Llémena | entitat singular de població ens local històric de Catalunya                   | 63 hab  | 42° 04′ 07″ N, 2° 39′ 07″ E / 42.068585°N,2.651947°E 385 msnm     |           | Granollers de Rocacorba | Modifica les dades a Wikidata |
|        | Llorà                   | Sant Martí de Llémena | entitat singular de població                                                   | 512 hab | 42° 01′ 23″ N, 2° 42′ 09″ E / 42.02315°N,2.70245278°E 191 msnm    |           | Llorà                   | Modifica les dades a Wikidata |
|        | Sant Martí de Llémena   | Sant Martí de Llémena | entitat singular de població ens local històric de Catalunya capital municipal | 81 hab  | 42° 02′ 11″ N, 2° 38′ 50″ E / 42.036306°N,2.647094°E 251 msnm     |           |                         | Modifica les dades a Wikidata |
|        | les Serres              | Sant Martí de Llémena | entitat singular de població ens local històric de Catalunya                   | 49 hab  | 42° 00′ 04″ N, 2° 40′ 24″ E / 42.001°N,2.6732777777778°E 272 msnm |           |                         | Modifica les dades a Wikidata |

## església
| imatge | Nom                                    | Ubicat a              | instància de | Detalls                      | coordenades                                                                | Protecció                                  | Commons (més fotos)                    | Dades a WD                    |
| ------ | -------------------------------------- | --------------------- | ------------ | ---------------------------- | -------------------------------------------------------------------------- | ------------------------------------------ | -------------------------------------- | ----------------------------- |
|        | Sant Joan del Pla                      | Sant Martí de Llémena | església     | Estil: arquitectura romànica | 42° 01′ 25″ N, 2° 40′ 45″ E / 42.02361°N,2.67903°E                         | bé integrant del patrimoni cultural català | Sant Joan del Pla                      | Modifica les dades a Wikidata |
|        | Sant Julià de Granollers de Rocacorba  | Sant Martí de Llémena | església     | Estil: arquitectura popular  | 42° 03′ 41″ N, 2° 39′ 09″ E / 42.0615°N,2.6525611111111°E 365 msnm         | bé integrant del patrimoni cultural català | Sant Julià de Granollers de Rocacorba  | Modifica les dades a Wikidata |
|        | Sant Medir del Pla                     | Sant Martí de Llémena | església     | Estil: arquitectura romànica | 42° 01′ 11″ N, 2° 41′ 27″ E / 42.019830555556°N,2.6909°E 207 msnm          | bé integrant del patrimoni cultural català | Sant Medir del Pla                     | Modifica les dades a Wikidata |
|        | Sant Nazari de Sant Martí de Llémena   | Sant Martí de Llémena | església     |                              | 42° 02′ 04″ N, 2° 39′ 46″ E / 42.034569444444°N,2.6626888888889°E 272 msnm | bé integrant del patrimoni cultural català | Sant Nazari de Sant Martí de Llémena   | Modifica les dades a Wikidata |
|        | Sant Pere de Llorà                     | Sant Martí de Llémena | església     | Estil: arquitectura romànica | 42° 01′ 14″ N, 2° 42′ 25″ E / 42.02045°N,2.70703°E 200 msnm                | bé integrant del patrimoni cultural català | Sant Pere de Llorà                     | Modifica les dades a Wikidata |
|        | Santa Cecília de les Serres            | Sant Martí de Llémena | església     | Estil: arquitectura barroca  | 41° 59′ 59″ N, 2° 40′ 18″ E / 41.9996°N,2.67171°E                          | bé integrant del patrimoni cultural català | Santa Cecília de les Serres            | Modifica les dades a Wikidata |
|        | Santa Maria de Granollers de Rocacorba | Sant Martí de Llémena | església     | Estil: arquitectura barroca  | 42° 04′ 07″ N, 2° 39′ 07″ E / 42.0685°N,2.6519694444444°E 385 msnm         | bé integrant del patrimoni cultural català | Santa Maria de Granollers de Rocacorba | Modifica les dades a Wikidata |
|        | església de Sant Martí de Llémena      | Sant Martí de Llémena | església     |                              | 42° 02′ 10″ N, 2° 38′ 50″ E / 42.0362°N,2.6471°E 252 msnm                  | bé integrant del patrimoni cultural català | Església de Sant Martí de Llémena      | Modifica les dades a Wikidata |

## forn de calç
| imatge | Nom                       | Ubicat a              | instància de | Detalls                     | coordenades | Protecció                                  | Commons (més fotos) | Dades a WD                    |
| ------ | ------------------------- | --------------------- | ------------ | --------------------------- | ----------- | ------------------------------------------ | ------------------- | ----------------------------- |
|        | Forn de calç Can Ferreret | Sant Martí de Llémena | forn de calç | Estil: arquitectura popular |             | bé integrant del patrimoni cultural català |                     | Modifica les dades a Wikidata |
|        | Forn de calç Canperedalta | Sant Martí de Llémena | forn de calç | Estil: arquitectura popular |             | bé integrant del patrimoni cultural català |                     | Modifica les dades a Wikidata |
|        | Forn de calç Nus de Pedra | Sant Martí de Llémena | forn de calç | Estil: arquitectura popular |             | bé integrant del patrimoni cultural català |                     | Modifica les dades a Wikidata |
|        | Forn de calç Sant Nazari  | Sant Martí de Llémena | forn de calç | Estil: arquitectura popular |             | bé integrant del patrimoni cultural català |                     | Modifica les dades a Wikidata |

## masia
| imatge | Nom                    | Ubicat a              | instància de     | Detalls                                                      | coordenades                                                                                   | Protecció                                            | Commons (més fotos)               | Dades a WD                    |
| ------ | ---------------------- | --------------------- | ---------------- | ------------------------------------------------------------ | --------------------------------------------------------------------------------------------- | ---------------------------------------------------- | --------------------------------- | ----------------------------- |
|        | Burlesc                | Sant Martí de Llémena | masia            |                                                              | 42° 04′ 24″ N, 2° 39′ 13″ E / 42.0732931562516°N,2.65352865509945°E                           |                                                      |                                   | Modifica les dades a Wikidata |
|        | Ca l'Alcalde           | Sant Martí de Llémena | masia            | Estil: arquitectura popular                                  | 42° 01′ 08″ N, 2° 42′ 27″ E / 42.01887°N,2.70762°E                                            | bé integrant del patrimoni cultural català           |                                   | Modifica les dades a Wikidata |
|        | Ca l'Estrader          | Sant Martí de Llémena | masia            |                                                              | 42° 01′ 37″ N, 2° 41′ 52″ E / 42.0270164865054°N,2.69783513087013°E                           |                                                      |                                   | Modifica les dades a Wikidata |
|        | Ca n'Abellar           | Sant Martí de Llémena | masia            | Estil: arquitectura popular 18th century                     | 42° 01′ 34″ N, 2° 40′ 20″ E / 42.02622°N,2.67223°E 227 msnm                                   | bé integrant del patrimoni cultural català           |                                   | Modifica les dades a Wikidata |
|        | Ca n'Aulina            | Sant Martí de Llémena | masia            |                                                              | 42° 01′ 56″ N, 2° 38′ 57″ E / 42.032317650334°N,2.6490397579236°E                             |                                                      |                                   | Modifica les dades a Wikidata |
|        | Cal Boix               | Sant Martí de Llémena | masia            | Estil: arquitectura popular                                  | 42° 03′ 25″ N, 2° 38′ 53″ E / 42.05688°N,2.64808°E 362 msnm                                   | bé integrant del patrimoni cultural català           |                                   | Modifica les dades a Wikidata |
|        | Cal Bolet              | Sant Martí de Llémena | masia            |                                                              | 42° 01′ 59″ N, 2° 41′ 32″ E / 42.0331170339494°N,2.69221274695807°E                           |                                                      |                                   | Modifica les dades a Wikidata |
|        | Cal Carreter Gris      | Sant Martí de Llémena | masia            |                                                              | 42° 00′ 51″ N, 2° 40′ 17″ E / 42.0140644516652°N,2.67142285959189°E                           |                                                      |                                   | Modifica les dades a Wikidata |
|        | Cal Domer              | Sant Martí de Llémena | masia            |                                                              | 42° 01′ 13″ N, 2° 42′ 26″ E / 42.0203129460024°N,2.70725190310999°E                           |                                                      |                                   | Modifica les dades a Wikidata |
|        | Cal Ferrer             | Sant Martí de Llémena | masia            | Estil: arquitectura popular                                  | 42° 01′ 13″ N, 2° 40′ 48″ E / 42.02021°N,2.67999°E                                            | bé integrant del patrimoni cultural català           |                                   | Modifica les dades a Wikidata |
|        | Cal Ferreret           | Sant Martí de Llémena | masia            |                                                              | 42° 01′ 38″ N, 2° 40′ 00″ E / 42.027182780091°N,2.66680121432002°E                            |                                                      |                                   | Modifica les dades a Wikidata |
|        | Cal Fuster             | Sant Martí de Llémena | masia            |                                                              | 42° 01′ 14″ N, 2° 40′ 48″ E / 42.0206546166504°N,2.68003721968343°E                           |                                                      |                                   | Modifica les dades a Wikidata |
|        | Cal Fuster Rei         | Sant Martí de Llémena | masia            |                                                              | 42° 03′ 30″ N, 2° 38′ 36″ E / 42.0582842008131°N,2.6433857202269°E                            |                                                      |                                   | Modifica les dades a Wikidata |
|        | Cal Músic              | Sant Martí de Llémena | masia            |                                                              | 42° 01′ 11″ N, 2° 40′ 47″ E / 42.0198343519909°N,2.67979976267507°E                           |                                                      |                                   | Modifica les dades a Wikidata |
|        | Cal Sastre Pobre       | Sant Martí de Llémena | masia            |                                                              | 42° 01′ 11″ N, 2° 41′ 24″ E / 42.0197904145042°N,2.69004250778076°E                           |                                                      |                                   | Modifica les dades a Wikidata |
|        | Cal Serrador           | Sant Martí de Llémena | masia            |                                                              | 42° 00′ 38″ N, 2° 41′ 46″ E / 42.0106380568884°N,2.69617361053236°E                           |                                                      |                                   | Modifica les dades a Wikidata |
|        | Cal Teixidor           | Sant Martí de Llémena | masia            |                                                              | 42° 03′ 08″ N, 2° 38′ 19″ E / 42.0521721250145°N,2.63870692692847°E                           |                                                      |                                   | Modifica les dades a Wikidata |
|        | Cal Truà               | Sant Martí de Llémena | masia            |                                                              | 42° 03′ 32″ N, 2° 38′ 24″ E / 42.0589218315544°N,2.63991351191988°E                           |                                                      |                                   | Modifica les dades a Wikidata |
|        | Camp-roig              | Sant Martí de Llémena | masia            |                                                              | 42° 00′ 39″ N, 2° 40′ 55″ E / 42.0109598154048°N,2.68195771090597°E                           |                                                      |                                   | Modifica les dades a Wikidata |
|        | Campamar               | Sant Martí de Llémena | masia            |                                                              | 42° 04′ 30″ N, 2° 39′ 08″ E / 42.0749645048771°N,2.65225023014225°E                           |                                                      |                                   | Modifica les dades a Wikidata |
|        | Can Baptista           | Sant Martí de Llémena | masia            |                                                              | 42° 02′ 58″ N, 2° 38′ 02″ E / 42.0495451428306°N,2.63394860269415°E                           |                                                      |                                   | Modifica les dades a Wikidata |
|        | Can Batllia            | Sant Martí de Llémena | masia            |                                                              | 42° 01′ 33″ N, 2° 39′ 37″ E / 42.025956363666°N,2.66013967177297°E                            |                                                      |                                   | Modifica les dades a Wikidata |
|        | Can Benito             | Sant Martí de Llémena | masia            |                                                              | 42° 02′ 21″ N, 2° 38′ 40″ E / 42.039139894679°N,2.64456808724629°E                            |                                                      |                                   | Modifica les dades a Wikidata |
|        | Can Bertran            | Sant Martí de Llémena | masia            |                                                              | 42° 04′ 56″ N, 2° 38′ 28″ E / 42.0822348833104°N,2.64123255867887°E                           |                                                      |                                   | Modifica les dades a Wikidata |
|        | Can Bondia             | Sant Martí de Llémena | masia            | Estil: arquitectura popular                                  | 42° 01′ 17″ N, 2° 40′ 48″ E / 42.02137°N,2.6799°E                                             | bé integrant del patrimoni cultural català           |                                   | Modifica les dades a Wikidata |
|        | Can Bosc               | Sant Martí de Llémena | masia            |                                                              | 42° 01′ 54″ N, 2° 40′ 28″ E / 42.031788880875°N,2.67437593100798°E                            |                                                      |                                   | Modifica les dades a Wikidata |
|        | Can Bosc Nou           | Sant Martí de Llémena | masia            |                                                              | 42° 03′ 39″ N, 2° 39′ 01″ E / 42.0608183701277°N,2.65032111525942°E                           |                                                      |                                   | Modifica les dades a Wikidata |
|        | Can Bosc del Pla       | Sant Martí de Llémena | masia            |                                                              | 42° 01′ 11″ N, 2° 40′ 54″ E / 42.0196232356788°N,2.68161258432111°E                           |                                                      |                                   | Modifica les dades a Wikidata |
|        | Can Bosc-sacoma        | Sant Martí de Llémena | masia            |                                                              | 42° 01′ 35″ N, 2° 42′ 31″ E / 42.0263779562107°N,2.7086494842466°E                            |                                                      |                                   | Modifica les dades a Wikidata |
|        | Can Bosch Vell         | Sant Martí de Llémena | masia            | Estil: arquitectura popular                                  | 42° 03′ 31″ N, 2° 39′ 07″ E / 42.05874°N,2.65204°E                                            | bé integrant del patrimoni cultural català           |                                   | Modifica les dades a Wikidata |
|        | Can Buxó               | Sant Martí de Llémena | masia            |                                                              | 42° 02′ 15″ N, 2° 39′ 28″ E / 42.0374324895506°N,2.65768633809584°E                           |                                                      |                                   | Modifica les dades a Wikidata |
|        | Can Camisa             | Sant Martí de Llémena | masia            |                                                              | 42° 03′ 10″ N, 2° 38′ 18″ E / 42.0526393924705°N,2.6383659082126°E                            |                                                      |                                   | Modifica les dades a Wikidata |
|        | Can Camps              | Sant Martí de Llémena | masia            |                                                              | 42° 01′ 50″ N, 2° 42′ 09″ E / 42.030531944642°N,2.70238490504042°E                            |                                                      |                                   | Modifica les dades a Wikidata |
|        | Can Canals             | Sant Martí de Llémena | masia            |                                                              | 42° 01′ 09″ N, 2° 42′ 27″ E / 42.0191335847179°N,2.70745056567959°E                           |                                                      |                                   | Modifica les dades a Wikidata |
|        | Can Carrera            | Sant Martí de Llémena | masia            |                                                              | 42° 01′ 25″ N, 2° 42′ 16″ E / 42.0235931735417°N,2.7044465675731°E                            |                                                      |                                   | Modifica les dades a Wikidata |
|        | Can Carrerica          | Sant Martí de Llémena | masia            |                                                              | 42° 01′ 48″ N, 2° 42′ 01″ E / 42.0300131364729°N,2.70029741833462°E                           |                                                      |                                   | Modifica les dades a Wikidata |
|        | Can Casic              | Sant Martí de Llémena | masia            |                                                              | 42° 01′ 16″ N, 2° 40′ 47″ E / 42.02120340654°N,2.67981705152934°E                             |                                                      |                                   | Modifica les dades a Wikidata |
|        | Can Casica             | Sant Martí de Llémena | masia            |                                                              | 42° 03′ 32″ N, 2° 38′ 16″ E / 42.0589604753154°N,2.63788286858999°E                           |                                                      |                                   | Modifica les dades a Wikidata |
|        | Can Company            | Sant Martí de Llémena | masia            | Estil: arquitectura popular                                  | 42° 03′ 22″ N, 2° 38′ 51″ E / 42.05606°N,2.64741°E                                            | bé integrant del patrimoni cultural català           |                                   | Modifica les dades a Wikidata |
|        | Can Comte              | Sant Martí de Llémena | masia            |                                                              | 42° 00′ 15″ N, 2° 40′ 47″ E / 42.0041623881229°N,2.6796489208442°E                            |                                                      |                                   | Modifica les dades a Wikidata |
|        | Can Dansa              | Sant Martí de Llémena | masia            |                                                              | 42° 01′ 48″ N, 2° 42′ 04″ E / 42.029924835863°N,2.70097433378938°E                            |                                                      |                                   | Modifica les dades a Wikidata |
|        | Can Falgueres          | Sant Martí de Llémena | masia            |                                                              | 42° 02′ 22″ N, 2° 40′ 52″ E / 42.0393376532152°N,2.68123630200291°E                           |                                                      |                                   | Modifica les dades a Wikidata |
|        | Can Font               | Sant Martí de Llémena | masia            |                                                              | 42° 02′ 28″ N, 2° 40′ 36″ E / 42.0410181615652°N,2.6766848950139°E                            |                                                      |                                   | Modifica les dades a Wikidata |
|        | Can Galderi            | Sant Martí de Llémena | masia            |                                                              | 42° 01′ 58″ N, 2° 41′ 48″ E / 42.0328409488201°N,2.69676858604413°E                           |                                                      |                                   | Modifica les dades a Wikidata |
|        | Can Ganso Vell         | Sant Martí de Llémena | masia            |                                                              | 42° 01′ 17″ N, 2° 42′ 04″ E / 42.0214589104837°N,2.70108647548846°E                           |                                                      |                                   | Modifica les dades a Wikidata |
|        | Can Gatzius            | Sant Martí de Llémena | masia            | Estil: barroc                                                | 42° 01′ 41″ N, 2° 41′ 58″ E / 42.02802°N,2.6994°E                                             | bé integrant del patrimoni cultural català           |                                   | Modifica les dades a Wikidata |
|        | Can Gepic              | Sant Martí de Llémena | masia            |                                                              | 42° 01′ 20″ N, 2° 41′ 45″ E / 42.022246814842°N,2.69587677263808°E                            |                                                      |                                   | Modifica les dades a Wikidata |
|        | Can Gifré              | Sant Martí de Llémena | masia            | Estil: arquitectura popular                                  | 42° 01′ 35″ N, 2° 39′ 39″ E / 42.02647°N,2.66092°E                                            | bé integrant del patrimoni cultural català           |                                   | Modifica les dades a Wikidata |
|        | Can Jep Barber         | Sant Martí de Llémena | masia            |                                                              | 42° 02′ 06″ N, 2° 38′ 51″ E / 42.0348980951324°N,2.64758788617786°E                           |                                                      |                                   | Modifica les dades a Wikidata |
|        | Can Jepanda            | Sant Martí de Llémena | masia            |                                                              | 42° 02′ 08″ N, 2° 39′ 38″ E / 42.0354778369177°N,2.66064469292365°E                           |                                                      |                                   | Modifica les dades a Wikidata |
|        | Can Jordi              | Sant Martí de Llémena | masia            | Estil: arquitectura popular                                  | 42° 01′ 54″ N, 2° 39′ 27″ E / 42.03169°N,2.65741°E 239 msnm                                   | bé integrant del patrimoni cultural català           |                                   | Modifica les dades a Wikidata |
|        | Can Llober             | Sant Martí de Llémena | masia            |                                                              | 42° 02′ 00″ N, 2° 39′ 41″ E / 42.0332735029713°N,2.66141752200702°E                           |                                                      |                                   | Modifica les dades a Wikidata |
|        | Can Llorà              | Sant Martí de Llémena | masia            |                                                              | 42° 00′ 22″ N, 2° 40′ 24″ E / 42.0061260229212°N,2.67332339364371°E                           |                                                      |                                   | Modifica les dades a Wikidata |
|        | Can Mainegre           | Sant Martí de Llémena | masia            |                                                              | 42° 01′ 18″ N, 2° 40′ 47″ E / 42.02158°N,2.67965°E                                            | bé integrant del patrimoni cultural català           |                                   | Modifica les dades a Wikidata |
|        | Can Mainou             | Sant Martí de Llémena | masia            |                                                              | 42° 01′ 13″ N, 2° 40′ 49″ E / 42.020160100729°N,2.68034166175227°E                            |                                                      |                                   | Modifica les dades a Wikidata |
|        | Can Malloles           | Sant Martí de Llémena | masia            |                                                              | 42° 02′ 31″ N, 2° 40′ 55″ E / 42.0418705812117°N,2.68198484785059°E                           |                                                      |                                   | Modifica les dades a Wikidata |
|        | Can Martí              | Sant Martí de Llémena | masia            | Estil: arquitectura popular                                  | 42° 02′ 30″ N, 2° 38′ 25″ E / 42.04179°N,2.64024°E                                            | bé integrant del patrimoni cultural català           |                                   | Modifica les dades a Wikidata |
|        | Can Mengol             | Sant Martí de Llémena | masia            | Estil: arquitectura popular                                  | 42° 01′ 16″ N, 2° 41′ 36″ E / 42.02118°N,2.69344°E                                            | bé integrant del patrimoni cultural català           |                                   | Modifica les dades a Wikidata |
|        | Can Mitjà              | Sant Martí de Llémena | masia            |                                                              | 42° 04′ 26″ N, 2° 40′ 49″ E / 42.07385°N,2.68015°E 732 msnm                                   |                                                      | Can Mitjà (Sant Martí de Llémena) | Modifica les dades a Wikidata |
|        | Can Nerós              | Sant Martí de Llémena | masia            | Estil: arquitectura eclèctica arquitectura popular           | 42° 02′ 24″ N, 2° 38′ 59″ E / 42.039919444444°N,2.6497305555556°E 263 msnm                    | bé cultural d'interès local                          | Can Nerós                         | Modifica les dades a Wikidata |
|        | Can Noalard            | Sant Martí de Llémena | masia            |                                                              | 42° 00′ 03″ N, 2° 40′ 21″ E / 42.0008005228041°N,2.67242087055289°E                           |                                                      |                                   | Modifica les dades a Wikidata |
|        | Can Nofre              | Sant Martí de Llémena | masia            |                                                              | 42° 03′ 27″ N, 2° 38′ 23″ E / 42.0574175355834°N,2.63984949678778°E                           |                                                      |                                   | Modifica les dades a Wikidata |
|        | Can Noguer             | Sant Martí de Llémena | masia            |                                                              | 42° 01′ 46″ N, 2° 40′ 30″ E / 42.0293137439753°N,2.67496841527099°E                           |                                                      |                                   | Modifica les dades a Wikidata |
|        | Can Noió               | Sant Martí de Llémena | masia            |                                                              | 42° 01′ 03″ N, 2° 42′ 36″ E / 42.0175458359723°N,2.7099821504658°E                            |                                                      |                                   | Modifica les dades a Wikidata |
|        | Can Pascual            | Sant Martí de Llémena | masia            |                                                              | 42° 01′ 14″ N, 2° 42′ 24″ E / 42.0206809491578°N,2.70675499171428°E                           |                                                      |                                   | Modifica les dades a Wikidata |
|        | Can Pere Bord          | Sant Martí de Llémena | masia            |                                                              | 42° 01′ 49″ N, 2° 39′ 10″ E / 42.0303383217018°N,2.6526989393464°E                            |                                                      |                                   | Modifica les dades a Wikidata |
|        | Can Pere Puig          | Sant Martí de Llémena | masia            |                                                              | 42° 01′ 05″ N, 2° 40′ 06″ E / 42.0180007172348°N,2.66841930463563°E                           |                                                      |                                   | Modifica les dades a Wikidata |
|        | Can Pere Vila          | Sant Martí de Llémena | masia            | Estil: arquitectura popular                                  | 42° 02′ 10″ N, 2° 38′ 50″ E / 42.03605°N,2.64713°E 252 msnm                                   | bé integrant del patrimoni cultural català           |                                   | Modifica les dades a Wikidata |
|        | Can Perot              | Sant Martí de Llémena | masia            |                                                              | 42° 03′ 25″ N, 2° 38′ 37″ E / 42.05697027949°N,2.6437193794525°E                              |                                                      |                                   | Modifica les dades a Wikidata |
|        | Can Peu                | Sant Martí de Llémena | masia            |                                                              | 42° 03′ 22″ N, 2° 38′ 32″ E / 42.0560826134598°N,2.64210490830505°E                           |                                                      |                                   | Modifica les dades a Wikidata |
|        | Can Plana              | Sant Martí de Llémena | masia            |                                                              | 42° 04′ 08″ N, 2° 39′ 30″ E / 42.0688765776402°N,2.65841194683923°E 413 msnm                  |                                                      | Can Plana (Sant Martí de Llémena) | Modifica les dades a Wikidata |
|        | Can Plata              | Sant Martí de Llémena | masia            |                                                              | 42° 03′ 46″ N, 2° 38′ 28″ E / 42.0627356621633°N,2.64120940049176°E                           |                                                      |                                   | Modifica les dades a Wikidata |
|        | Can Polità             | Sant Martí de Llémena | masia            |                                                              | 42° 00′ 21″ N, 2° 41′ 58″ E / 42.0059720302638°N,2.69937175733554°E                           |                                                      |                                   | Modifica les dades a Wikidata |
|        | Can Poller             | Sant Martí de Llémena | masia            |                                                              | 42° 01′ 05″ N, 2° 40′ 04″ E / 42.0180803091628°N,2.66791160999509°E                           |                                                      |                                   | Modifica les dades a Wikidata |
|        | Can Puig               | Sant Martí de Llémena | masia            | Estil: arquitectura popular 18th century                     | 42° 01′ 12″ N, 2° 40′ 50″ E / 42.02002°N,2.68064°E ca:Peradalta - Pla de Sant Joan 249 msnm   | bé integrant del patrimoni cultural català           |                                   | Modifica les dades a Wikidata |
|        | Can Quei               | Sant Martí de Llémena | masia            |                                                              | 42° 01′ 54″ N, 2° 41′ 42″ E / 42.0315483155875°N,2.69499887054742°E                           |                                                      |                                   | Modifica les dades a Wikidata |
|        | Can Reixac             | Sant Martí de Llémena | masia            | Estil: arquitectura popular                                  | 42° 01′ 58″ N, 2° 38′ 55″ E / 42.03285°N,2.6485°E                                             | bé integrant del patrimoni cultural català           |                                   | Modifica les dades a Wikidata |
|        | Can Ribes              | Sant Martí de Llémena | masia            | Estil: arquitectura popular                                  | 42° 04′ 22″ N, 2° 38′ 50″ E / 42.07283°N,2.64735°E                                            | bé integrant del patrimoni cultural català           |                                   | Modifica les dades a Wikidata |
|        | Can Riderou            | Sant Martí de Llémena | masia            |                                                              | 41° 59′ 31″ N, 2° 40′ 52″ E / 41.9920344579218°N,2.68109815905646°E                           |                                                      |                                   | Modifica les dades a Wikidata |
|        | Can Roca               | Sant Martí de Llémena | masia            | Estil: arquitectura popular                                  | 42° 01′ 37″ N, 2° 42′ 05″ E / 42.026919444444°N,2.70125°E 259 msnm                            | bé integrant del patrimoni cultural català           | Can Roca (Sant Martí de Llémena)  | Modifica les dades a Wikidata |
|        | Can Roure              | Sant Martí de Llémena | masia            | Estil: arquitectura popular                                  | 42° 01′ 46″ N, 2° 39′ 18″ E / 42.02934°N,2.6549°E                                             | bé integrant del patrimoni cultural català           |                                   | Modifica les dades a Wikidata |
|        | Can Rourell            | Sant Martí de Llémena | masia            |                                                              | 42° 04′ 11″ N, 2° 39′ 24″ E / 42.0696547955872°N,2.65661876623677°E                           |                                                      |                                   | Modifica les dades a Wikidata |
|        | Can Sala               | Sant Martí de Llémena | masia casa forta | Estil: arquitectura popular                                  | 42° 03′ 25″ N, 2° 39′ 08″ E / 42.056847222222°N,2.6521138888889°E 365 msnm                    | bé d'interès cultural bé cultural d'interès nacional | Can Sala (Sant Martí de Llémena)  | Modifica les dades a Wikidata |
|        | Can Serra              | Sant Martí de Llémena | masia            |                                                              | 42° 01′ 36″ N, 2° 39′ 39″ E / 42.0266520767512°N,2.66088491048036°E                           |                                                      |                                   | Modifica les dades a Wikidata |
|        | Can Solà               | Sant Martí de Llémena | masia casa forta | Estil: arquitectura popular 17th century                     | 42° 01′ 23″ N, 2° 40′ 44″ E / 42.023088°N,2.678974°E ca:el Pla de Sant Joan 264 msnm          | bé d'interès cultural bé cultural d'interès nacional |                                   | Modifica les dades a Wikidata |
|        | Can Soms               | Sant Martí de Llémena | masia            |                                                              | 42° 00′ 00″ N, 2° 41′ 05″ E / 42.0001237240926°N,2.68482508758737°E                           |                                                      |                                   | Modifica les dades a Wikidata |
|        | Can Sorna              | Sant Martí de Llémena | masia            | Estil: arquitectura popular                                  | 42° 03′ 12″ N, 2° 38′ 22″ E / 42.05322°N,2.63953°E                                            | bé integrant del patrimoni cultural català           |                                   | Modifica les dades a Wikidata |
|        | Can Tallada            | Sant Martí de Llémena | masia            | Estil: arquitectura popular                                  | 42° 01′ 56″ N, 2° 39′ 04″ E / 42.03225°N,2.65107°E                                            | bé integrant del patrimoni cultural català           |                                   | Modifica les dades a Wikidata |
|        | Can Tries              | Sant Martí de Llémena | masia            |                                                              | 42° 01′ 22″ N, 2° 39′ 49″ E / 42.0228139208006°N,2.66349021621872°E                           |                                                      |                                   | Modifica les dades a Wikidata |
|        | Can Verdeguer          | Sant Martí de Llémena | masia            | Estil: arquitectura popular                                  | 42° 01′ 42″ N, 2° 39′ 23″ E / 42.02824°N,2.65638°E                                            | bé integrant del patrimoni cultural català           |                                   | Modifica les dades a Wikidata |
|        | Can Vila               | Sant Martí de Llémena | masia            | Estil: arquitectura popular 17th century                     | 42° 02′ 35″ N, 2° 38′ 29″ E / 42.04312°N,2.64131°E 264 msnm                                   | bé integrant del patrimoni cultural català           |                                   | Modifica les dades a Wikidata |
|        | Can Xei                | Sant Martí de Llémena | masia            |                                                              | 42° 01′ 55″ N, 2° 39′ 27″ E / 42.0318744633425°N,2.65736582060077°E                           |                                                      |                                   | Modifica les dades a Wikidata |
|        | Can Xiquet             | Sant Martí de Llémena | masia            |                                                              | 42° 01′ 19″ N, 2° 42′ 03″ E / 42.0219087011135°N,2.70087902834894°E                           |                                                      |                                   | Modifica les dades a Wikidata |
|        | Casabones              | Sant Martí de Llémena | masia            |                                                              | 42° 01′ 51″ N, 2° 40′ 22″ E / 42.030739870764°N,2.67288330047868°E                            |                                                      |                                   | Modifica les dades a Wikidata |
|        | Caselles               | Sant Martí de Llémena | masia            |                                                              | 42° 00′ 25″ N, 2° 41′ 23″ E / 42.0069552178248°N,2.68976669110834°E                           |                                                      |                                   | Modifica les dades a Wikidata |
|        | Fontsaveu              | Sant Martí de Llémena | masia            |                                                              | 42° 01′ 25″ N, 2° 41′ 49″ E / 42.023736050262°N,2.69706551614421°E                            |                                                      |                                   | Modifica les dades a Wikidata |
|        | Gelats                 | Sant Martí de Llémena | masia            |                                                              | 42° 04′ 15″ N, 2° 40′ 08″ E / 42.070874277839°N,2.6688693729924°E                             |                                                      |                                   | Modifica les dades a Wikidata |
|        | Mas Ribes              | Sant Martí de Llémena | masia            | Estil: arquitectura popular 18th century                     | 42° 00′ 54″ N, 2° 42′ 43″ E / 42.01499°N,2.71182°E ca:Llorà 151 msnm                          | bé integrant del patrimoni cultural català           |                                   | Modifica les dades a Wikidata |
|        | Masia Forn del Vidre   | Sant Martí de Llémena | masia            |                                                              | 42° 00′ 46″ N, 2° 42′ 22″ E / 42.0127086320638°N,2.70618775868847°E 205 msnm                  |                                                      |                                   | Modifica les dades a Wikidata |
|        | Oliveres               | Sant Martí de Llémena | masia            |                                                              | 42° 04′ 55″ N, 2° 38′ 39″ E / 42.0820821405109°N,2.64424389158664°E                           |                                                      |                                   | Modifica les dades a Wikidata |
|        | Peracaula              | Sant Martí de Llémena | masia            |                                                              | 42° 02′ 13″ N, 2° 40′ 15″ E / 42.0368671601245°N,2.67071342240543°E                           |                                                      |                                   | Modifica les dades a Wikidata |
|        | Peradalta              | Sant Martí de Llémena | masia casa forta | Estil: arquitectura gòtica arquitectura popular 17th century | 42° 01′ 02″ N, 2° 40′ 53″ E / 42.017126°N,2.681527°E ca:el Pla de Sant Joan 240 msnm          | bé d'interès cultural bé cultural d'interès nacional |                                   | Modifica les dades a Wikidata |
|        | Portaló                | Sant Martí de Llémena | masia            |                                                              | 42° 04′ 19″ N, 2° 39′ 48″ E / 42.0718723045735°N,2.66334000587677°E 496 msnm                  |                                                      | Portaló                           | Modifica les dades a Wikidata |
|        | Ricor                  | Sant Martí de Llémena | masia            |                                                              | 42° 04′ 34″ N, 2° 39′ 00″ E / 42.0761468067231°N,2.65009191136928°E                           |                                                      |                                   | Modifica les dades a Wikidata |
|        | Rigau                  | Sant Martí de Llémena | masia            |                                                              | 42° 00′ 04″ N, 2° 40′ 21″ E / 42.0010619185672°N,2.67249197926754°E                           |                                                      |                                   | Modifica les dades a Wikidata |
|        | Vilagran               | Sant Martí de Llémena | masia            |                                                              | 42° 04′ 49″ N, 2° 38′ 19″ E / 42.0801819412396°N,2.63853598803016°E                           |                                                      |                                   | Modifica les dades a Wikidata |
|        | Vilotxa                | Sant Martí de Llémena | masia            |                                                              | 42° 04′ 13″ N, 2° 39′ 16″ E / 42.0701522225899°N,2.65430727956502°E                           |                                                      |                                   | Modifica les dades a Wikidata |
|        | el Cargol              | Sant Martí de Llémena | masia            |                                                              | 42° 03′ 24″ N, 2° 39′ 52″ E / 42.0567443658154°N,2.66438675312595°E                           |                                                      |                                   | Modifica les dades a Wikidata |
|        | el Casic               | Sant Martí de Llémena | masia            |                                                              | 42° 00′ 10″ N, 2° 40′ 30″ E / 42.0028252252862°N,2.6749583605489°E                            |                                                      |                                   | Modifica les dades a Wikidata |
|        | el Feliu               | Sant Martí de Llémena | masia            | Estil: arquitectura popular 18th century                     | 42° 03′ 15″ N, 2° 38′ 52″ E / 42.05408°N,2.64772°E ca:Granollers de Rocacorba 398 msnm        | bé integrant del patrimoni cultural català           |                                   | Modifica les dades a Wikidata |
|        | el Many                | Sant Martí de Llémena | masia            |                                                              | 42° 00′ 28″ N, 2° 40′ 01″ E / 42.0077561365443°N,2.66702336915644°E                           |                                                      |                                   | Modifica les dades a Wikidata |
|        | el Massot              | Sant Martí de Llémena | masia            |                                                              | 42° 00′ 05″ N, 2° 40′ 49″ E / 42.0014438324833°N,2.68016970644768°E                           |                                                      |                                   | Modifica les dades a Wikidata |
|        | el Mateu               | Sant Martí de Llémena | masia            |                                                              | 42° 03′ 44″ N, 2° 38′ 22″ E / 42.062306603865°N,2.63937466837578°E                            |                                                      |                                   | Modifica les dades a Wikidata |
|        | el Mitjà               | Sant Martí de Llémena | masia            |                                                              | 42° 01′ 07″ N, 2° 40′ 37″ E / 42.0187274368606°N,2.67690653647754°E                           |                                                      |                                   | Modifica les dades a Wikidata |
|        | l'Arbreda              | Sant Martí de Llémena | masia            | Estil: arquitectura popular 17th century                     | 42° 02′ 54″ N, 2° 38′ 18″ E / 42.04834°N,2.63847°E ca:Granollers de Rocacorba 275 msnm        | bé integrant del patrimoni cultural català           |                                   | Modifica les dades a Wikidata |
|        | la Blanquera           | Sant Martí de Llémena | masia            |                                                              | 42° 02′ 08″ N, 2° 40′ 00″ E / 42.0356666953159°N,2.66669649565709°E                           |                                                      |                                   | Modifica les dades a Wikidata |
|        | la Bonosa              | Sant Martí de Llémena | masia            |                                                              | 42° 00′ 29″ N, 2° 40′ 44″ E / 42.0080241256931°N,2.67889289720913°E                           |                                                      |                                   | Modifica les dades a Wikidata |
|        | la Cabana d'en Rourell | Sant Martí de Llémena | masia            | Estil: arquitectura popular                                  | 42° 04′ 08″ N, 2° 39′ 03″ E / 42.068811111111°N,2.65085°E ca:Granollers de Rocacorba 385 msnm | bé integrant del patrimoni cultural català           | La Cabana d'en Rourell            | Modifica les dades a Wikidata |
|        | la Casavella           | Sant Martí de Llémena | masia            | Estil: arquitectura popular                                  | 42° 03′ 26″ N, 2° 38′ 33″ E / 42.05728°N,2.6424°E                                             | bé integrant del patrimoni cultural català           |                                   | Modifica les dades a Wikidata |
|        | la Casica d'en Feliu   | Sant Martí de Llémena | masia            |                                                              | 42° 03′ 26″ N, 2° 38′ 35″ E / 42.0573190503589°N,2.64291978352584°E                           |                                                      |                                   | Modifica les dades a Wikidata |
|        | la Coromina            | Sant Martí de Llémena | masia            | Estil: arquitectura popular                                  | 42° 03′ 47″ N, 2° 39′ 08″ E / 42.06309°N,2.65214°E 365 msnm                                   | bé integrant del patrimoni cultural català           |                                   | Modifica les dades a Wikidata |
|        | la Ginestera           | Sant Martí de Llémena | masia            |                                                              | 42° 03′ 53″ N, 2° 39′ 21″ E / 42.0648336923472°N,2.65575030990104°E                           |                                                      |                                   | Modifica les dades a Wikidata |
|        | la Salica              | Sant Martí de Llémena | masia            | Estil: arquitectura popular                                  | 42° 03′ 44″ N, 2° 39′ 48″ E / 42.06217°N,2.66335°E 446 msnm                                   | bé integrant del patrimoni cultural català           |                                   | Modifica les dades a Wikidata |
|        | les Feixes             | Sant Martí de Llémena | masia            |                                                              | 42° 03′ 38″ N, 2° 38′ 30″ E / 42.0606118144177°N,2.64175314885663°E                           |                                                      |                                   | Modifica les dades a Wikidata |
|        | les Planes             | Sant Martí de Llémena | masia            |                                                              | 42° 00′ 14″ N, 2° 40′ 01″ E / 42.0037838819423°N,2.66691125201929°E                           |                                                      |                                   | Modifica les dades a Wikidata |
|        | les Vinyes             | Sant Martí de Llémena | masia            |                                                              | 42° 03′ 20″ N, 2° 39′ 36″ E / 42.0554254153093°N,2.65997051566766°E                           |                                                      |                                   | Modifica les dades a Wikidata |

## molí d'aigua
| imatge | Nom                  | Ubicat a              | instància de                  | Detalls                                            | coordenades                                                        | Protecció                                  | Commons (més fotos) | Dades a WD                    |
| ------ | -------------------- | --------------------- | ----------------------------- | -------------------------------------------------- | ------------------------------------------------------------------ | ------------------------------------------ | ------------------- | ----------------------------- |
|        | Molí d'en Carreras   | Sant Martí de Llémena | molí d'aigua                  | Estil: arquitectura popular                        | 42° 01′ 12″ N, 2° 42′ 11″ E / 42.01987°N,2.70305°E                 | bé integrant del patrimoni cultural català |                     | Modifica les dades a Wikidata |
|        | Molí d'en Medir      | Sant Martí de Llémena | molí d'aigua                  | Estil: arquitectura popular                        |                                                                    | bé integrant del patrimoni cultural català |                     | Modifica les dades a Wikidata |
|        | Molí d'en Sala       | Sant Martí de Llémena | molí d'aigua                  | Estil: arquitectura popular                        | 42° 02′ 56″ N, 2° 38′ 05″ E / 42.0488°N,2.6347611111111°E 267 msnm | bé integrant del patrimoni cultural català | Molí d'en Sala      | Modifica les dades a Wikidata |
|        | Molí de Camperedalta | Sant Martí de Llémena | molí d'aigua                  | Estil: arquitectura popular                        |                                                                    | bé integrant del patrimoni cultural català |                     | Modifica les dades a Wikidata |
|        | Molí de Mas Arós     | Sant Martí de Llémena | molí d'aigua Ús: molí fariner | Estil: arquitectura popular arquitectura eclèctica | 42° 02′ 30″ N, 2° 38′ 35″ E / 42.0417°N,2.64312°E                  | bé integrant del patrimoni cultural català |                     | Modifica les dades a Wikidata |
|        | Molí de Peradalta    | Sant Martí de Llémena | molí d'aigua                  |                                                    | 42° 00′ 45″ N, 2° 41′ 14″ E / 42.012383681007°N,2.6872883261102°E  |                                            |                     | Modifica les dades a Wikidata |

## muntanya
| imatge | Nom                      | Ubicat a                                             | instància de | Detalls | coordenades                                                            | Protecció | Commons (més fotos)              | Dades a WD                    |
| ------ | ------------------------ | ---------------------------------------------------- | ------------ | ------- | ---------------------------------------------------------------------- | --------- | -------------------------------- | ----------------------------- |
|        | Cingles de Sant Roc      | Sant Aniol de Finestres Sant Martí de Llémena Amer   | muntanya     |         | 42° 01′ 03″ N, 2° 39′ 43″ E / 42.0174863364°N,2.66189985111°E 598 msnm |           | Sant Roc (Sant Martí de Llèmena) | Modifica les dades a Wikidata |
|        | Golany                   | Sant Miquel de Campmajor Sant Martí de Llémena       | muntanya     |         | 42° 05′ 01″ N, 2° 40′ 20″ E / 42.08352222°N,2.67233333°E 864 msnm      |           |                                  | Modifica les dades a Wikidata |
|        | Llebrera                 | Sant Miquel de Campmajor Sant Martí de Llémena       | muntanya     |         | 42° 05′ 15″ N, 2° 38′ 34″ E / 42.08758333°N,2.64272778°E 810.7 msnm    |           |                                  | Modifica les dades a Wikidata |
|        | Muntanya de Velers       | Canet d'Adri Sant Martí de Llémena                   | muntanya     |         | 42° 01′ 55″ N, 2° 42′ 48″ E / 42.03183333°N,2.71342778°E 545 msnm      |           | Muntanya de Velers               | Modifica les dades a Wikidata |
|        | Puig Capell              | Sant Aniol de Finestres Sant Martí de Llémena Mieres | muntanya     |         | 42° 05′ 20″ N, 2° 37′ 55″ E / 42.0889°N,2.6319°E 875.3 msnm            |           |                                  | Modifica les dades a Wikidata |
|        | Puig de la Banya del Boc | Sant Martí de Llémena                                | muntanya     |         | 42° 01′ 57″ N, 2° 40′ 46″ E / 42.0326°N,2.67952°E 451.4 msnm           |           |                                  | Modifica les dades a Wikidata |
|        | Puig de les Serres       | Sant Martí de Llémena                                | muntanya     |         | 41° 59′ 53″ N, 2° 40′ 26″ E / 41.99816111°N,2.67375556°E 307.9 msnm    |           |                                  | Modifica les dades a Wikidata |
|        | Turó Rodó                | Sant Martí de Llémena                                | muntanya     |         | 42° 04′ 23″ N, 2° 40′ 29″ E / 42.073025°N,2.67482778°E 848.2 msnm      |           |                                  | Modifica les dades a Wikidata |
|        | Turó d'Espinassors       | Sant Martí de Llémena                                | muntanya     |         | 42° 04′ 40″ N, 2° 40′ 24″ E / 42.07784722°N,2.67341944°E 900.8 msnm    |           |                                  | Modifica les dades a Wikidata |
|        | el Baumet                | Sant Aniol de Finestres Sant Martí de Llémena        | muntanya     |         | 42° 04′ 59″ N, 2° 38′ 02″ E / 42.08311111°N,2.63376778°E 817.3 msnm    |           |                                  | Modifica les dades a Wikidata |
|        | el Castellet             | Sant Martí de Llémena                                | muntanya     |         | 42° 02′ 46″ N, 2° 40′ 13″ E / 42.0462°N,2.67022°E 696.4 msnm           |           |                                  | Modifica les dades a Wikidata |
|        | el Montner               | Sant Miquel de Campmajor Sant Martí de Llémena       | muntanya     |         | 42° 05′ 06″ N, 2° 39′ 19″ E / 42.0851°N,2.65521°E 837 msnm             |           |                                  | Modifica les dades a Wikidata |

## nucli de població
| imatge | Nom                 | Ubicat a                    | instància de                                           | Detalls | coordenades                                                                  | Protecció | Commons (més fotos) | Dades a WD                    |
| ------ | ------------------- | --------------------------- | ------------------------------------------------------ | ------- | ---------------------------------------------------------------------------- | --------- | ------------------- | ----------------------------- |
|        | Bosquerós           | Sant Martí de Llémena       | nucli de població                                      |         | 42° 02′ 32″ N, 2° 40′ 52″ E / 42.042088189097°N,2.6811014354856°E            |           |                     | Modifica les dades a Wikidata |
|        | el Pla de Sant Joan | Sant Martí de Llémena Llorà | nucli de població nucli d'entitat singular de població | 36 hab  | 42° 01′ 16″ N, 2° 40′ 49″ E / 42.0211866392817°N,2.68026404801204°E 248 msnm |           |                     | Modifica les dades a Wikidata |

## pallissa
| imatge | Nom                        | Ubicat a              | instància de | Detalls                     | coordenades                                       | Protecció                                  | Commons (més fotos) | Dades a WD                    |
| ------ | -------------------------- | --------------------- | ------------ | --------------------------- | ------------------------------------------------- | ------------------------------------------ | ------------------- | ----------------------------- |
|        | Pallissa de Can Bosch      | Sant Martí de Llémena | pallissa     | Estil: arquitectura popular |                                                   | bé integrant del patrimoni cultural català |                     | Modifica les dades a Wikidata |
|        | Pallissa de Can Teixidor   | Sant Martí de Llémena | pallissa     | Estil: arquitectura popular | 42° 03′ 08″ N, 2° 38′ 18″ E / 42.0521°N,2.63844°E | bé integrant del patrimoni cultural català |                     | Modifica les dades a Wikidata |
|        | Pallisses de Mas Peradalta | Sant Martí de Llémena | pallissa     | Estil: arquitectura popular | 42° 01′ 01″ N, 2° 40′ 52″ E / 42.0169°N,2.68123°E | bé integrant del patrimoni cultural català |                     | Modifica les dades a Wikidata |

## pont
| imatge | Nom                          | Ubicat a              | instància de | Detalls                     | coordenades                                                         | Protecció                                  | Commons (més fotos) | Dades a WD                    |
| ------ | ---------------------------- | --------------------- | ------------ | --------------------------- | ------------------------------------------------------------------- | ------------------------------------------ | ------------------- | ----------------------------- |
|        | Palanca del molí de Mas Arós | Sant Martí de Llémena | pont         | Estil: arquitectura popular | 42° 02′ 30″ N, 2° 38′ 34″ E / 42.04167°N,2.6428°E                   | bé integrant del patrimoni cultural català |                     | Modifica les dades a Wikidata |
|        | Pont de Sant Martí           | Sant Martí de Llémena | pont         |                             | 42° 02′ 25″ N, 2° 38′ 30″ E / 42.0403464447934°N,2.64156494410682°E |                                            |                     | Modifica les dades a Wikidata |

## rectoria
| imatge | Nom                                 | Ubicat a              | instància de | Detalls                     | coordenades                                                        | Protecció                                  | Commons (més fotos)               | Dades a WD                    |
| ------ | ----------------------------------- | --------------------- | ------------ | --------------------------- | ------------------------------------------------------------------ | ------------------------------------------ | --------------------------------- | ----------------------------- |
|        | Rectoria de Granollers de Rocacorba | Sant Martí de Llémena | rectoria     | Estil: arquitectura popular | 42° 04′ 06″ N, 2° 39′ 06″ E / 42.06836°N,2.65169°E                 | bé integrant del patrimoni cultural català |                                   | Modifica les dades a Wikidata |
|        | Rectoria de Llorà                   | Sant Martí de Llémena | rectoria     | Estil: arquitectura popular | 42° 01′ 15″ N, 2° 42′ 24″ E / 42.02084°N,2.70675°E                 | bé integrant del patrimoni cultural català |                                   | Modifica les dades a Wikidata |
|        | Rectoria de Sant Martí de Llémena   | Sant Martí de Llémena | rectoria     | Estil: arquitectura popular | 42° 02′ 12″ N, 2° 38′ 50″ E / 42.036569444444°N,2.64725°E 249 msnm | bé integrant del patrimoni cultural català | Rectoria de Sant Martí de Llémena | Modifica les dades a Wikidata |

## serra
| imatge | Nom                  | Ubicat a                           | instància de | Detalls | coordenades                                                         | Protecció | Commons (més fotos) | Dades a WD                    |
| ------ | -------------------- | ---------------------------------- | ------------ | ------- | ------------------------------------------------------------------- | --------- | ------------------- | ----------------------------- |
|        | Muntanya de Can Soms | Sant Gregori Sant Martí de Llémena | serra        |         | 41° 59′ 44″ N, 2° 41′ 23″ E / 41.99545°N,2.689775°E 330.3 msnm      |           |                     | Modifica les dades a Wikidata |
|        | Muntanya de Sant Roc | Sant Gregori Sant Martí de Llémena | serra        |         | 41° 59′ 33″ N, 2° 40′ 12″ E / 41.99247778°N,2.66988056°E 326.1 msnm |           |                     | Modifica les dades a Wikidata |
|        | serra de Boratuna    | Canet d'Adri Sant Martí de Llémena | serra        |         | 42° 01′ 55″ N, 2° 42′ 42″ E / 42.0319°N,2.71155833°E 544.9 msnm     |           |                     | Modifica les dades a Wikidata |
|        | serrat de la Malesa  | Sant Martí de Llémena              | serra        |         | 42° 00′ 40″ N, 2° 41′ 04″ E / 42.0112°N,2.68444°E 410.8 msnm        |           |                     | Modifica les dades a Wikidata |
|        | serrat del Bruguetar | Sant Martí de Llémena              | serra        |         | 42° 03′ 21″ N, 2° 40′ 25″ E / 42.0558°N,2.67361°E 787.7 msnm        |           |                     | Modifica les dades a Wikidata |

## volcà extint
| imatge | Nom                                | Ubicat a              | instància de | Detalls | coordenades                                                                                | Protecció | Commons (més fotos)       | Dades a WD                    |
| ------ | ---------------------------------- | --------------------- | ------------ | ------- | ------------------------------------------------------------------------------------------ | --------- | ------------------------- | ----------------------------- |
|        | Volcà de Granollers de Rocacorba   | Sant Martí de Llémena | volcà extint |         | Zona Volcànica de la Garrotxa 652 msnm                                                     |           |                           | Modifica les dades a Wikidata |
|        | Volcà de la Banya del Boc          | Sant Martí de Llémena | volcà extint |         | 42° 01′ 55″ N, 2° 41′ 02″ E / 42.031891°N,2.684011°E                                       |           |                           | Modifica les dades a Wikidata |
|        | Volcà del Clot de l'Omera          | Sant Martí de Llémena | volcà extint |         | 42° 01′ 16″ N, 2° 41′ 13″ E / 42.021115°N,2.686973°E Zona Volcànica de la Garrotxa         |           | Volcà del Clot de l'Omera | Modifica les dades a Wikidata |
|        | Volcà del Puig de la Banya del Boc | Sant Martí de Llémena | volcà extint |         | 42° 01′ 58″ N, 2° 40′ 46″ E / 42.0327°N,2.67948°E Zona Volcànica de la Garrotxa 451.4 msnm |           |                           | Modifica les dades a Wikidata |

## Misc
| imatge | Nom                                        | Ubicat a                                                           | instància de                                  | Detalls                       | coordenades | Protecció                                            | Commons (més fotos)                | Dades a WD                    |
| ------ | ------------------------------------------ | ------------------------------------------------------------------ | --------------------------------------------- | ----------------------------- | --- | ---------------------------------------------------- | ---------------------------------- | ----------------------------- |
|        | Castell de Granollers                      | Sant Martí de Llémena                                              | castell                                       |                               | 42° 04′ 06″ N, 2° 39′ 07″ E / 42.0683°N,2.65189°E                                                                     | bé d'interès cultural bé cultural d'interès nacional | Castell de Granollers de Rocacorba | Modifica les dades a Wikidata |
|        | Muntanyes de Rocacorba                     | Mieres Sant Miquel de Campmajor Canet d'Adri Sant Martí de Llémena | àrea protegida Pla d'Espais d'Interès Natural | 1992 Superfície: 3205.57227ha | 42° 03′ 59″ N, 2° 41′ 19″ E / 42.066432°N,2.688683°E 992 msnm                                                         |                                                      | Muntanyes de Rocacorba             | Modifica les dades a Wikidata |
|        | Porta de Can Camps                         | Sant Martí de Llémena                                              | edifici                                       | Estil: arquitectura popular   | | bé integrant del patrimoni cultural català           |                                    | Modifica les dades a Wikidata |
|        | Pou de glaç Mas Llober                     | Sant Martí de Llémena                                              | pou de neu                                    | Estil: arquitectura popular   | | bé integrant del patrimoni cultural català           |                                    | Modifica les dades a Wikidata |
|        | Torre de guaita                            | Sant Martí de Llémena                                              | torre de sentinella                           |                               | 42° 02′ 11″ N, 2° 38′ 51″ E / 42.03629°N,2.64746°E 250 msnm                                                           | bé d'interès cultural bé cultural d'interès nacional |                                    | Modifica les dades a Wikidata |
|        | casa consistorial de Sant Martí de Llémena | Sant Martí de Llémena                                              | casa consistorial                             |                               | 42° 02′ 11″ N, 2° 38′ 51″ E / 42.0365226°N,2.6474415°E                                                                |                                                      |                                    | Modifica les dades a Wikidata |
|        | collet de Trentinyà                        | Sant Miquel de Campmajor Sant Martí de Llémena                     | collada                                       |                               | 42° 05′ 06″ N, 2° 38′ 53″ E / 42.085102°N,2.648075°E 707 msnm                                                         |                                                      |                                    | Modifica les dades a Wikidata |
|        | el Corral d'en Sala                        | Sant Martí de Llémena                                              | cabana                                        |                               | 42° 02′ 59″ N, 2° 39′ 43″ E / 42.0497663692389°N,2.66203083057944°E                                                   |                                                      |                                    | Modifica les dades a Wikidata |
|        | riera de Llémena                           | Sant Aniol de Finestres Sant Martí de Llémena Sant Gregori         | curs d'aigua                                  | Desemboca: Ter Llarg: 31.64km | 42° 03′ 50″ N, 2° 36′ 54″ E / 42.06383889°N,2.615°E 41° 58′ 55″ N, 2° 46′ 06″ E / 41.981944444444°N,2.7683333333333°E |                                                      | Riera de Llémena                   | Modifica les dades a Wikidata |